# Henry King
Henry King (Christiansburg, 24 gennaio 1886 – Toluca Lake, 29 giugno 1982) è stato un regista, attore, sceneggiatore e produttore cinematografico statunitense, uno dei trentasei membri fondatori dell'AMPAS (ovvero l'Academy of Motion Picture Arts and Sciences) nata nel 1927 e che istituì nel 1929 il Premio Oscar.

## Biografia
La famiglia di Henry King era di origine irlandese: arrivò in America nel 1688 stabilendosi ad Essex, nel Connecticut. La prima generazione di nati sul suolo americano era composta da due fratelli: uno restò nel Nord, l'altro invece andò a vivere nel Sud, nella Contea di Montgomery, in Virginia, dove divenne agricoltore. Henry King nacque il 24 gennaio 1886 nella fattoria che si trovava nei pressi di Christiansburg: lì, passò i suoi primissimi anni. La famiglia si trasferì poi a Lafayette, dove il futuro regista compì i suoi studi, prima alla Riverside School House e poi al liceo. Il fratello maggiore, Edward Reid King sarebbe diventato ingegnere, mentre quello minore Oscar Louis King (1898-1962) avrebbe intrapreso pure lui la carriera artistica: trasferito in California, diventò attore e regista.
Prima recitò in teatro ed esordì nel cinema nel 1912 quando ebbe una piccola parte in un film. Nella sua carriera di regista, iniziata nel 1915, diresse quasi 120 opere e, come attore, prese parte a 109 film. Fu anche sceneggiatore e produsse 12 pellicole.

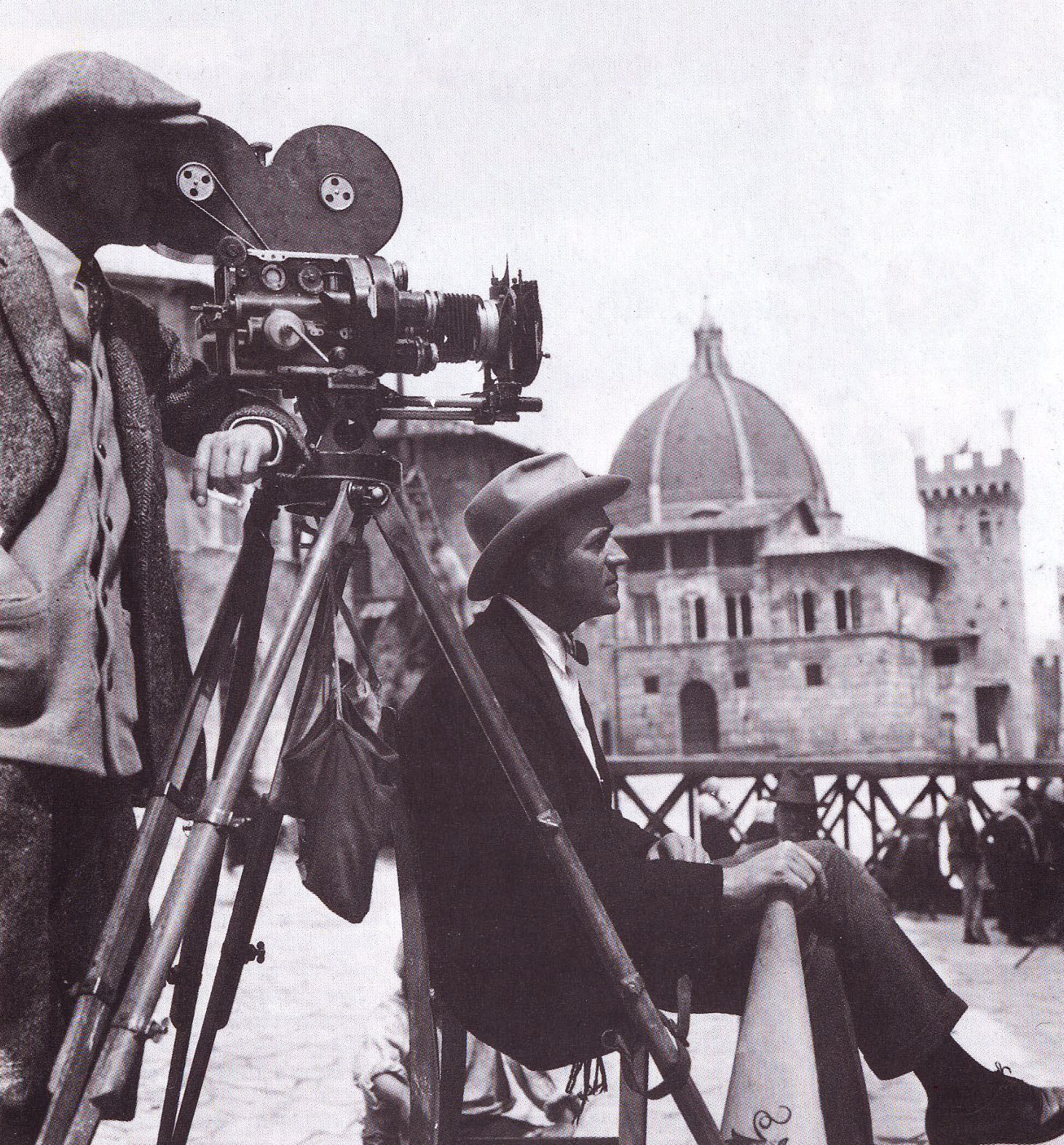
Henry King sul set

## Premi e riconoscimenti
- Premi Oscar 1944 - Candidato come miglior regista per Bernadette
- Premi Oscar 1945 - Candidato come miglior regista per Wilson
- Golden Globe 1944 - Miglior regista per Bernadette

## Filmografia

### Regista
- Who Pays?, co-regia di Harry Harvey e H.M. Horkheimer - serial (1915)
- The Nemesis o The Brand of Man – cortometraggio (1915)
- Should a Wife Forgive? (1915)
- Little Mary Sunshine (1916)
- When Might Is Right – cortometraggio (1916)
- The Oath of Hate – cortometraggio (1916)
- Pay Dirt (1916)
- Faith's Reward – cortometraggio
- Shadows and Sunshine (1916)
- Joy and the Dragon (1916)
- Twin Kiddies (1917)
- Scepter of Suspicion – cortometraggio (1917)
- Told at Twilight (1917)
- Vengeance of the Dead (1917)
- Sunshine and Gold (1917)
- Souls in Pawn (1917)
- In the Hands of the Law (1917)
- The Mainspring (1917)
- L'oppressione del silenzio (The Bride's Silence) (1917)
- The Climber (1917)
- Southern Pride (1917)
- A Game of Wits (1917)
- The Mate of the Sally Ann (1917)
- Beauty and the Rogue (1918)
- Powers That Prey  (1918)
- Hearts or Diamonds? (1918)
- Social Briars (1918)
- Up Romance Road (1918)
- The Ghost of Rosy Taylor (1918)
- The Locked Heart (1918)
- Hobbs in a Hurry (1918)
- Jack marito d'occasione (All the World to Nothing) (1918)
- King Social Briars (1918)
- Avventura al Far-West (When a Man Rides Alone) (1919)
- Where the West Begins (1919)
- Brass Buttons (1919)
- Some Liar (1919)
- A Sporting Chance (1919)
- Jack re dei poliziotti (This Hero Stuff) (1919)
- Six Feet Four (1919)
- 23 1/2 Hours' Leave (1919)
- A Fugitive from Matrimony (1919)
- Caccia alle ombre (Haunting Shadows) (1919)
- The White Dove (1920)
- Uncharted Channels (1920)
- One Hour Before Dawn (1920)
- Help Wanted - Male (1920)
- Diritto di uccidere (Dice of Destiny) (1920)
- When We Were 21 o When We Were Twenty-One (1921)
- The Mistress of Shenstone (1921)
- Salvage (1921)
- The Sting of the Lash (1921)
- La pazienza di Davide (Tol'Able David) (1921)
- The Seventh Day (1922)
- Sonny (1922)
- The Bond Boy (1922)
- Fury (1923)
- La suora bianca (The White Sister) (1923)
- Romola (1924)
- Sackcloth and Scarlet (1925)
- Any Woman (1925)
- Stella Dallas (1925)
- Partners Again (1926)
- Fiore del deserto (The Winning of Barbara Worth) (1926)
- The Magic Flame (1927)
- La donna contesa (The Woman Disputed), co-regia di Sam Taylor (1928)
- Peggy va alla guerra (She Goes to War) (1929)
- Il porto dell'inferno (Hell Harbor) (1930)
- The Eyes of the World (1930)
- Lightnin' (1930)
- La casetta sulla spiaggia (Merely Mary Ann) (1931)
- Over the Hill (1931)
- The Woman in Room 13 (1932)
- Montagne russe (State Fair) (1933)
- I Loved You Wednesday, co-regia di William Cameron Menzies (1933)
- Labbra traditrici
- Joanna (Carolina) (1934)
- Marie Galante (1934)
- Ritornerà primavera (One More Springs) (1935)
- Cuori incatenati (Way Down East) (1935)
- Il medico di campagna (The Country Doctor) (1936)
- Ramona (1936)
- I Lloyds di Londra (Lloyd's of London) (1936)
- Settimo cielo (Seventh Heaven) (1937)
- L'incendio di Chicago (In Old Chicago) (1937)
- La grande strada bianca (Alexander's Ragtime Band) (1938)
- Jess il bandito (Jesse James) (1939)
- L'esploratore scomparso (Stanley and Livingstone) (1939)
- I ribelli del porto (Little Old New York) (1940)
- Maryland (1940)
- Passione di amazzoni (Chad Hanna) (1940)
- Il mio avventuriero (A Yank in the R.A.F.) (1941)
- Echi di gioventù (Remember the Day) (1941)
- Il cigno nero (The Black Swan) (1942)
- Bernadette (The Song of Bernadette) (1943)
- Wilson (Wilson) (1944)
- Una campana per Adano (A Bell for Adano) (1945)
- Margie (1946)
- Il capitano di Castiglia (Captain from Castile) (1947)
- Il figlio della tempesta (Deep Waters) (1948)
- Il principe delle volpi (1949)
- Cielo di fuoco (Twelve O'Clock High) (1949)
- Romantico avventuriero (The Gunfighter) (1950)
- La collina della felicità (I'd Climb the Highest Mountain) (1951)
- Davide e Betsabea (David and Bathsheba) (1951)
- Wait Till the Sun Shines, Nellie (1952)
- La giostra umana (Full House) ep. The Gift of the Magi (1952)
- Le nevi del Chilimangiaro (The Snows of Kilimanjaro) (1952)
- La carica dei Kyber (King of the Khyber Rifles) (1953)
- Carovana verso il Sud (Untamed) (1955)
- L'amore è una cosa meravigliosa (Love Is a Many-Splendored Thing) (1955)
- Carousel (1956)
- Il sole sorgerà ancora (The Sun Also Rises) (1957)
- Bravados (The Bravados) (1958)
- La mia terra (This Earth Is Mine) (1959)
- Adorabile infedele (Beloved Infidel) (1959)
- Tenera è la notte (Tender Is the Night) (1962)

### Attore
- A False Friend, regia di Wilbert Melville (1913)
- The Burden Bearer, regia di Arthur V. Johnson (1913)
- The Split Nugget, regia di Wilbert Melville (1913)
- Back to Primitive, regia di Wilbert Melville (1913)
- The Birthmark, regia di Wilbert Melville (1913)
- The Padre's Strategy, regia di Wilbert Melville (1913)
- The Breed of the West, regia di Wilbert Melville (1913)
- A Perilous Ride, regia di Wilbert Melville (1913)
- Love and War in Mexico, regia di Wilbert Melville (1913)
- A Romance of the Ozarks (1913)
- A Woman's Heart, regia di Wilbert Melville (1913)
- The Legend of Lovers Leap, regia di Wilbert Melville (1913)
- Her Atonement, regia di Wilbert Melville (1913)
- The Mysterious Hand, regia di Bertram Bracken (1913)
- The Apache Kid, regia di Bertram Bracken (1913)
- Jim's Reward, regia di Bertram Bracken (1913)
- An Actor's Strategy, regia di Wilbert Melville (1913)
- The Message of the Rose, regia di Wilbert Melville (1913)
- The Camera's Testimony, regia di Wilbert Melville (1913)
- The Outlaw's Gratitude, regia di Bertram Bracken (1913)
- Black Beauty (1913)
- A Tenderfoot Hero, regia di Bertram Bracken (1913)
- His Last Crooked Deal, regia di Bertram Bracken (1913)
- The Medal of Honor, regia di Bertram Bracken (1913)
- To Love and Cherish, regia di Bertram Bracken (1913)
- A Mexican Tragedy, regia di Wilbert Melville (1913)
- For Her Brother's Sake, regia di Bertram Bracken (1913)
- The Mate of the Schooner 'Sadie', regia di Bertram Bracken (1913)
- When Brothers Go to War (1913)
- Magic Melody, regia di Bertram Bracken (1913)
- When the Clock Stopped, regia di Bertram Bracken (1913)
- By Impulse (1913)
- Turning the Table, regia di Bertram Bracken (1913)
- Melita's Sacrifice, regia di Wilbert Melville (1913)
- Her Father, regia di Bertram Bracken – cortometraggio (1913)
- A Midnight Call (1913)
- You've Got to Pay, regia di William Wolbert (1913)
- Life, Love and Liberty, regia di Bertram Bracken (1913)
- When He Sees, regia di Bertram Bracken (1913)
- The Path of Sorrow, regia di Bertram Bracken (1913)
- The Moth and the Flame (1913)
- The Eternal Duel, regia di Bertram Bracken (1914)
- His Excellency, regia di Paul Powell (1914)
- The Power of Print, regia di Charles Dudley (1914)
- The Measure of a Man, regia di Paul Powell (1914)
- The Unexpected (1914)
- Sacrificial Fires (1914)
- Abide with Me, regia di William Wolbert (1914)
- Called Back, regia di Henry Otto (1914)
- The Sands of Life (1914)
- The Imprint, regia di David Porter (1914)
- The Cruise of the Hell Ship (1914)
- Nerve (1914)
- The Silver Lining (1914)
- The Rat (1914)
- The Will o' the Wisp, regia di Henry Otto (1914)
- The Test of Manhood, regia di Bertram Bracken (1914)
- The Stranger (1914)
- The Mask (1914)
- Bitter Sweets (1914)
- The Dream of Loco Juan (1914)
- When Fate Was Kind (1914)
- The Brand of Man, regia di Henry King (1914)
- Saved from Himself (1915)
- The Acid Test – cortometraggio (1915)
- Who Pays?, regia di Harry Harvey, H.M. Horkheimer e Henry King (1915)
- The Bliss of Ignorance (1915)
- The Price of Fame, regia di H.M. Horkheimer (1915)
- The Pursuit of Pleasure, regia di Harry Harvey (1915)
- When Justice Sleeps, regia di Harry Harvey (1915)
- The Nemesis, regia di Henry King (1915)
- The Love Liar, regia di Harry Harvey (1915)
- The Butterfly (1915)
- Unto Herself Alone, regia di Harry Harvey (1915)
- Houses of Glass, regia di Harry Harvey (1915)
- Eyes That Cannot See, regia di William Desmond Taylor (1915)
- Blue Blood and Yellow, regia di Harry Harvey (1915)
- Today and Tomorrow (1915)
- For the Commonwealth, regia di Harry Harvey (1915)
- The Pomp of Earth, regia di Harry Harvey (1915)
- Letters Entangled – cortometraggio (1915)
- The Fruit of Folly, regia di Harry Harvey (1915)
- Toil and Tyranny, regia di Harry Harvey (1915)
- The Dolls of Intrigue (1915)
- The Tomboy, regia di William Wolbert (1915)
- In Humble Guise, regia di Bertram Bracken (1915)
- The Maid of the Wild (1915)
- Should a Wife Forgive?, regia di Henry King (1915)
- A Bolt from the Sky (1915)
- Big Brother (1916)
- Little Mary Sunshine, regia di Henry King (1916)
- When Might Is Right, regia di Henry King (1916)
- The Oath of Hate, regia di Henry King (1916)
- The Stained Pearl, regia di Fred Huntley (1916)
- Pay Dirt, regia di Henry King (1916)
- The Sand Lark, regia di E.D. Horkheimer, H.M. Horkheimer (1916)
- Faith's Reward, regia di Henry King (1916)
- Crooked Road, regia di Fred Huntley (1916)
- The Power of Evil, regia di E.D. Horkheimer, H.M. Horkheimer (1916)
- Shadows and Sunshine, regia di Henry King (1916)
- The Flirting Bride (1916)
- Joy and the Dragon, regia di Henry King (1916)
- Twin Kiddies, regia di Henry King (1917)
- Scepter of Suspicion, regia di Henry King (1917)
- The Devil's Bait, regia di Harry Harvey (1917)
- Told at Twilight, regia di Henry King (1917)
- Vengeance of the Dead, regia di Henry King (1917)
- Sunshine and Gold, regia di Henry King (1917)
- In the Hands of the Law (1917)
- The Mainspring, regia di Henry King (1917)
- The Climber, regia di Henry King (1917)
- Hearts or Diamonds?, regia di Henry King (1918)
- The Locked Heart, regia di Henry King (1918)
- Help Wanted - Male, regia di Henry King (1920)
- Ben-Hur (Ben-Hur: A Tale of the Christ), regia di Fred Niblo (1925)

## Galleria fotografica: i film

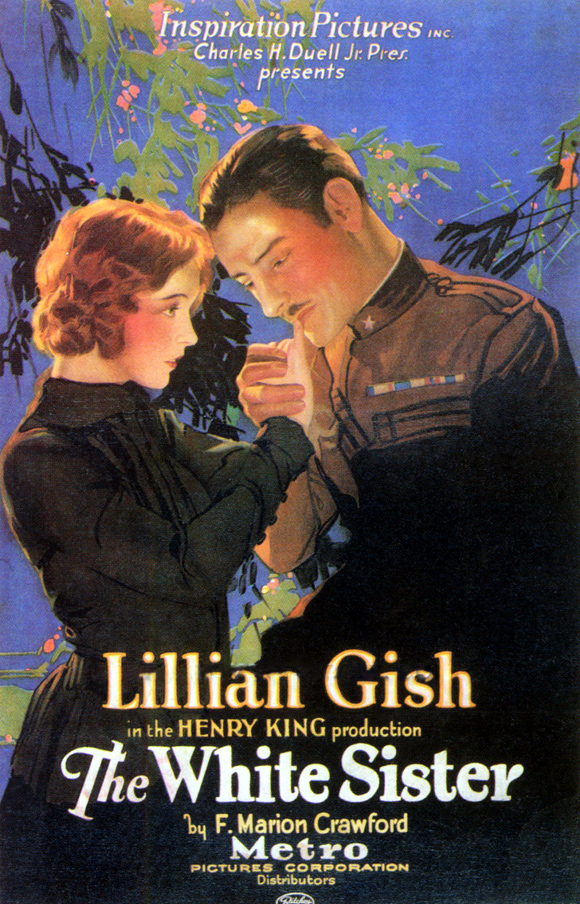
1923
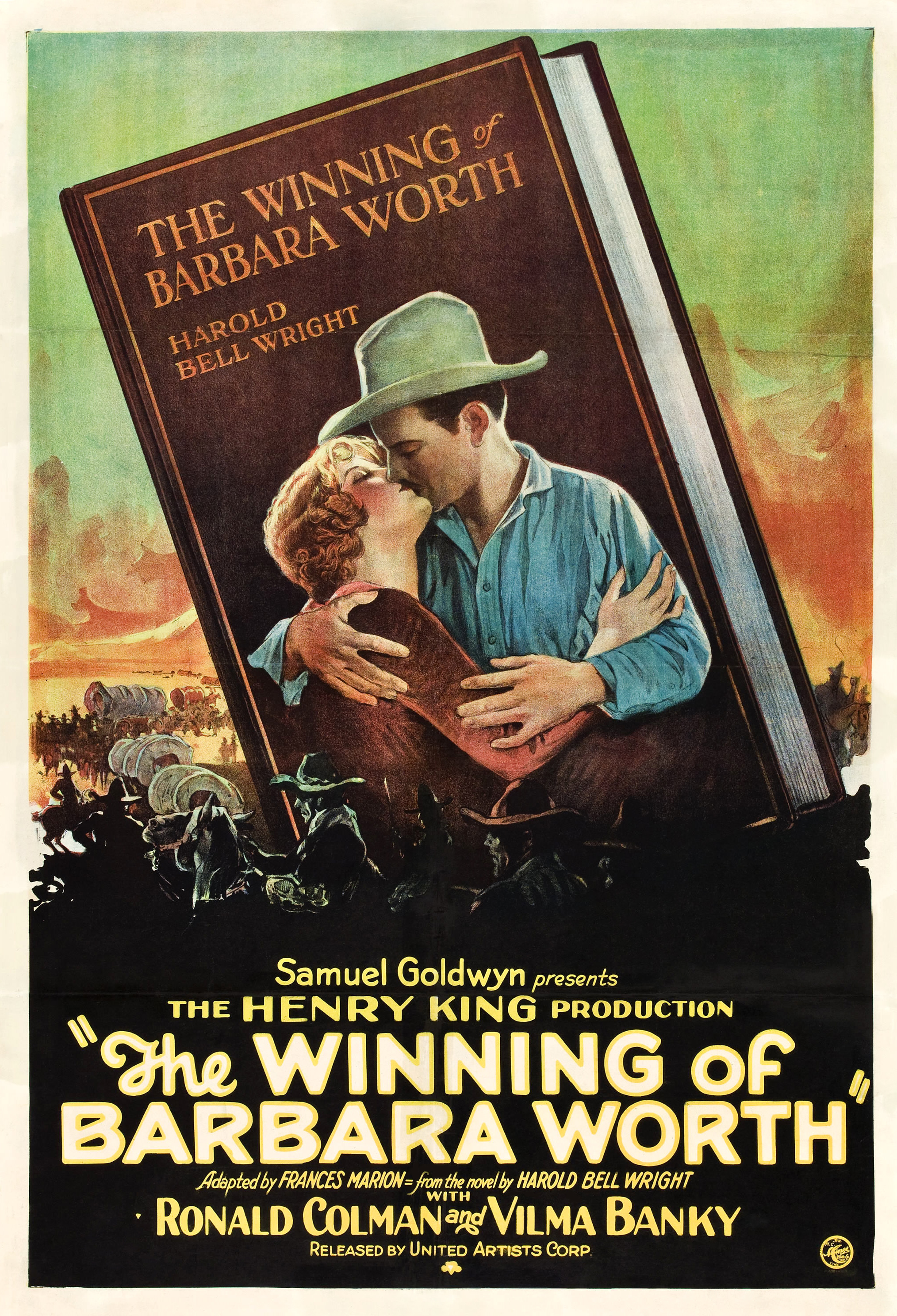
1926
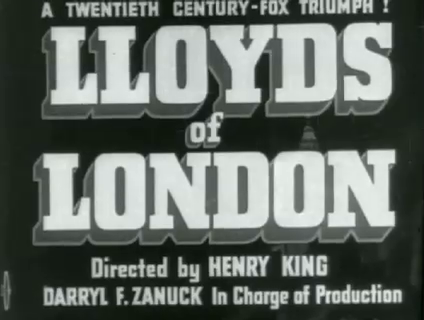
1936
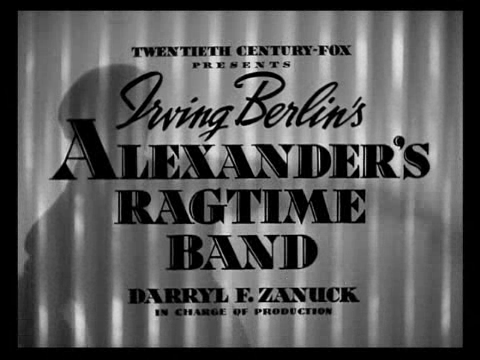
1938
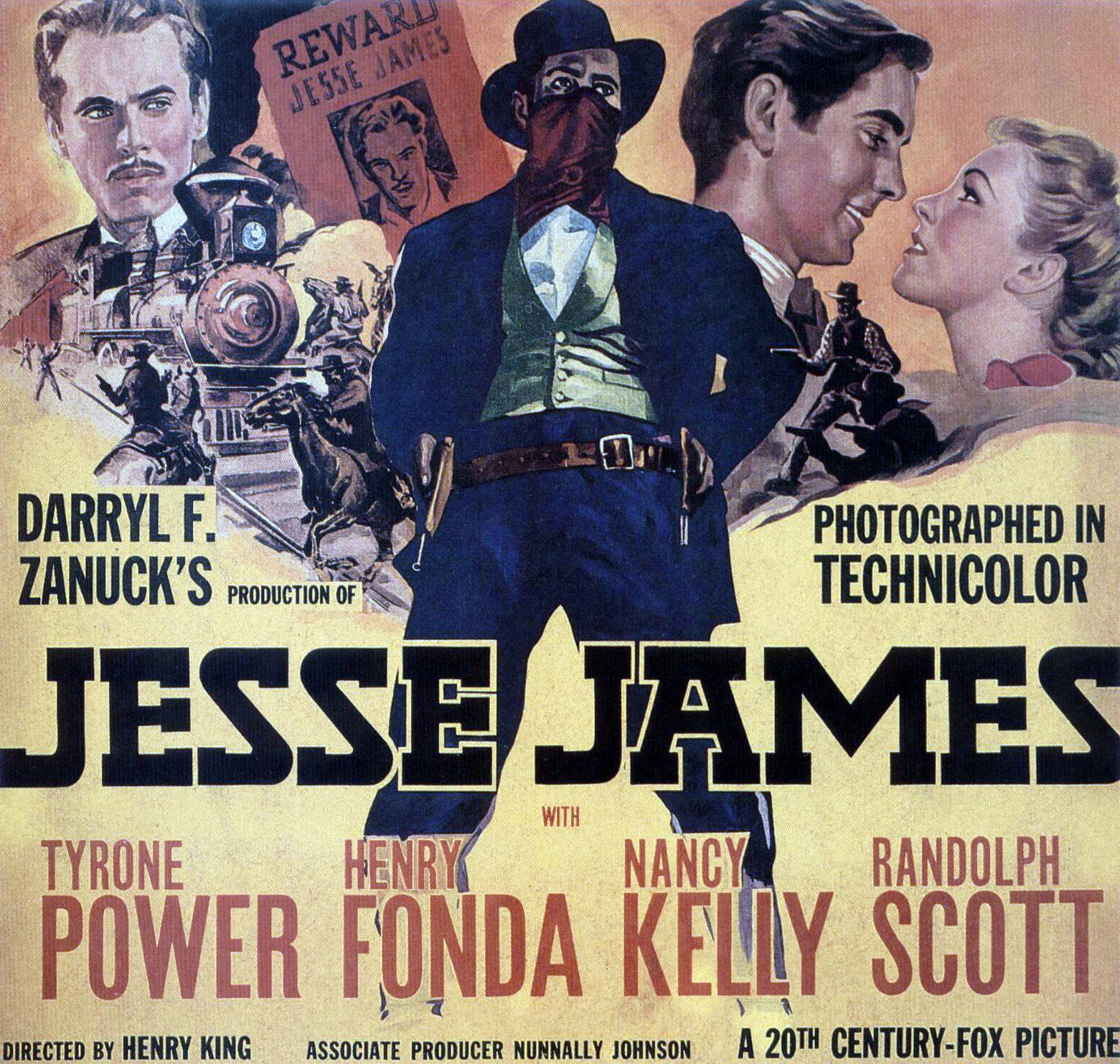
La locandina di Jess il bandito (Jesse James) 1939
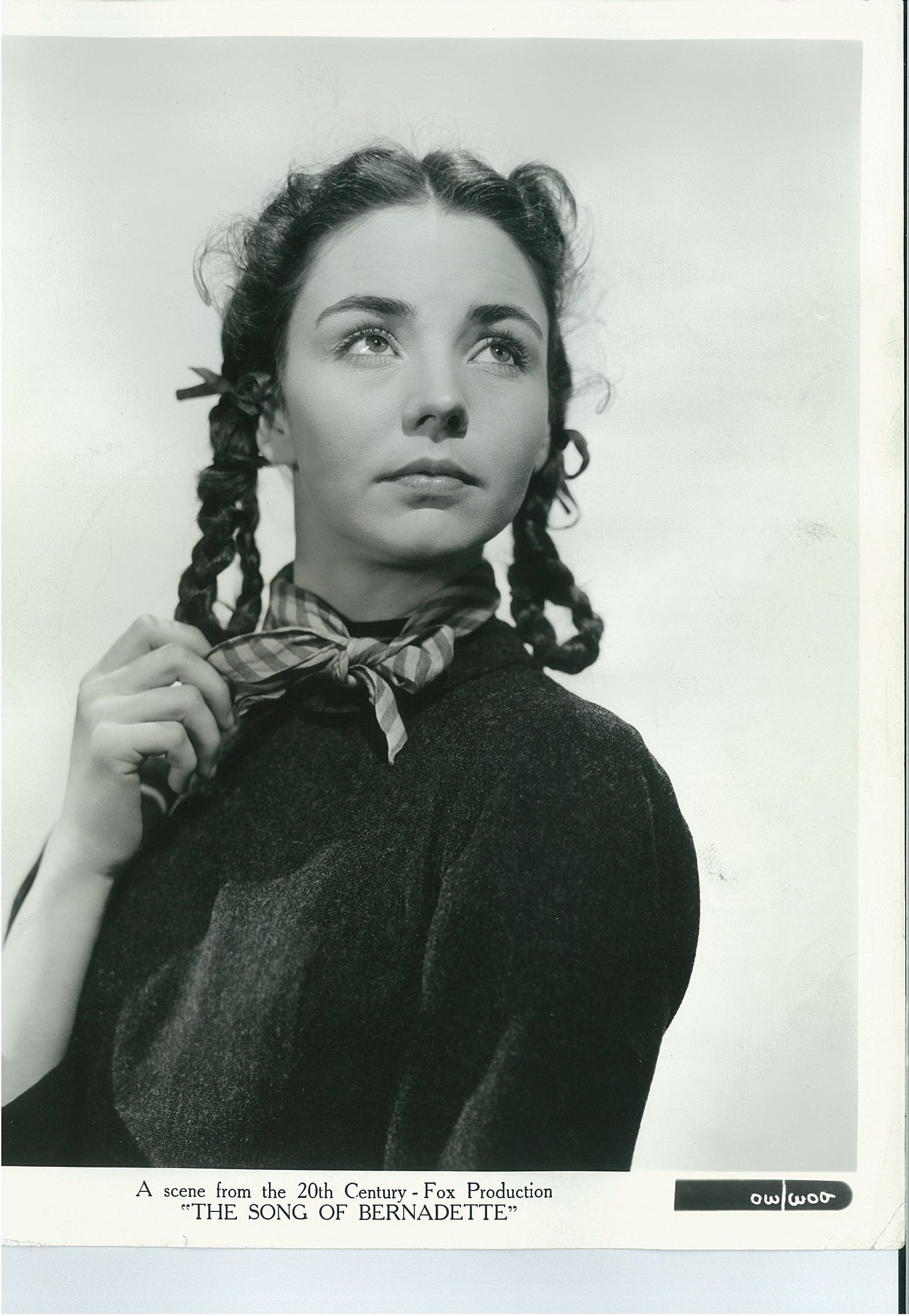
Jennifer Jones in Bernadette (1943)
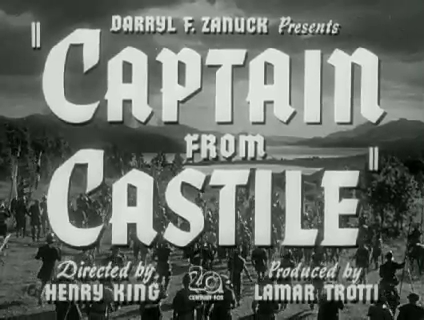
1947
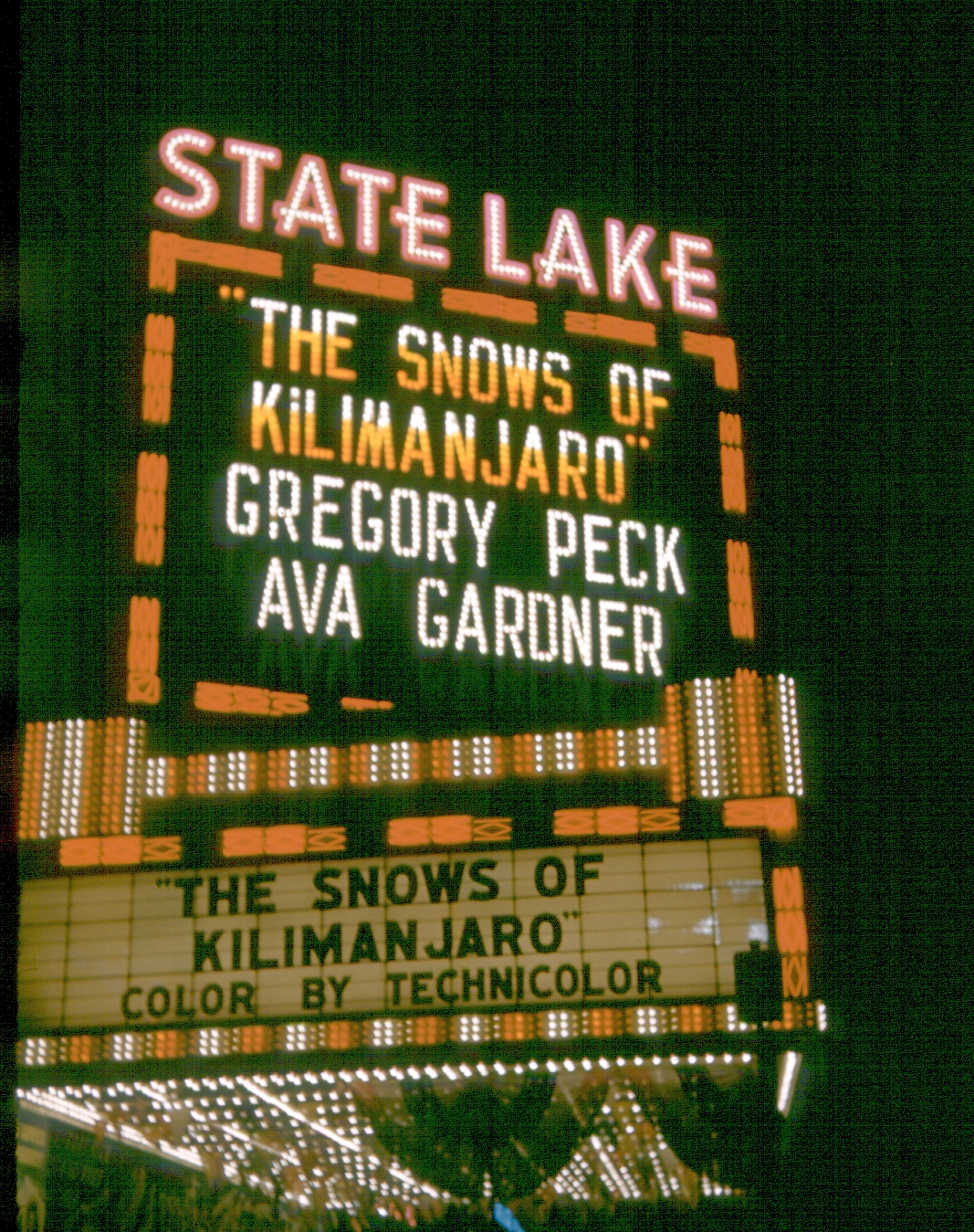
Prima cinematografica (1952)
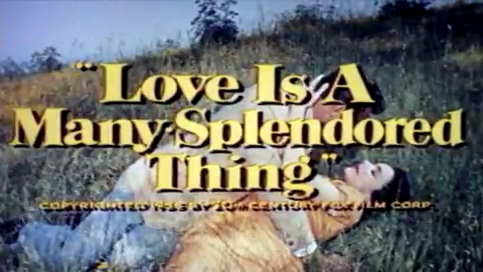
Trailer 1955